# Бреннбю
Бреннбю (дан. Brøndby) — комуна у Столичному регіоні королівства Данія. Адміністративний центр комуни — місто Бренбівестер.

## Географія
Площа — 21 км². 

## Населення
У 2012 році населення муніципалітету становило 34 084 особи.
| Рік       | 1980   | 1985   | 1990   | 1995   | 2000   | 2005   | 2010   | 2022   |
| Населення | 34.511 | 35.474 | 34.041 | 33.579 | 34.354 | 34.513 | 33.795 | 35.651 |

## Міста-побратими
- Штегліц-Целєндорф, Німеччина (1968)
- комуна Ботчирка, Швеція